# شهرستان مراوه‌تپه
شهرستان مَراوه‌تَپه از شهرستان‌های استان گلستان و ترکمن‌صحرا در شمال ایران است.مرکز این شهرستان شهر مراوه است.
این شهرستان در شرقی ترین شهر شمال ایران در مرز ترکمنستان واقع شده‌است. آخرین امتداد رشته کوه البرز شرقی و جنگل های سرسبز و هیرکانی شمال ایران به ارتفاعات جنوب این شهر در منطقه ای به نام گلیداغ در این شهر ختم میشود.
این شهرستان در سال ۱۳۸۶ خورشیدی از شهرستان کلاله جدا شد و به شهرستان تبدیل گردید.

## موقعیت جغرافیایی
شهرستان مراوه‌تپه از شمال به کشور ترکمنستان، از شرق به شهرستان بجنورد استان خراسان شمالی، از جنوب به شهرستان کلاله و از غرب به شهرستان گنبد کاووس منتهی می‌شود.

## محصولات کشاورزی
منطقه مراوه تپه یکی از مساعدترین مناطق کشاورزی استان گلستان به‌شمار می‌رود و استعداد زیادی در تولید محصولات کشاورزی دارد.
محصولاتی که در منطقه مراوه تپه کشت می‌شود، به شرح زیر می‌باشد.
- آفتاب‌گردان: بیشتر در منطقه گلیداغ تولید می‌شود. در منطقه گلیداغ انواع گیاهان گلدار که زنبور عسل از آن استفاده می‌نماید وجود دارد و آب وهوای این منطقه نیز با پرورش آن مناسب می‌باشد.
- پنبه در گذشته کشت می‌شده
- گندم از سال ۱۳۶۰ خورشیدی با تثبیت و تضمین قیمت گندم از سوی دولت سطح زیر کشت این محصول در منطقه مراوه تپه زیاد شده‌است.
- جو
- هندوانه
- باغداری نیز در حال توسعه بوده و در زمین‌های کشاورزی مساعد درختانی مانند زیتون و هلو وانار کشت شده و در حال اضافه شدن می‌باشد.

## آثار تاریخی[۲]
- آرامگاه مختومقلی فراغی

آرامگاه شاعر و عارف ترکمن و پدر بزرگوار ایشان دولت‌محمد آزادی در ۳۰ کیلومتری غرب شهر مراوه و در مسیر جاده مراوه به داشلی برون و در روستای آق تقه واقع شده است. سالیانه در اردیبهشت ماه، مراسم بزرگداشت این شاعر و عارف ایرانی با حضور هزاران نفر از مهمانان داخلی و خارجی برگزار می شود. جاده آن آسفالته و امکانات زیر بنایی آن عبارت است از: نماز خانه ، سرویس بهداشتی ، آب ، برق و ...
- مدرسه سید قلیچ ایشان

مدرسه علمیه سید قلیچ ایشان یک حوزه علمیه اهل سنت است که در سال ۱۲۲۱ ه.ق توسط سید قلیچ ایشان در روستای کریم ایشان در ۴۲ کیلومتری شمال شرق شهر کلاله ساخته شد. این مدرسه اولین حوزه علمیه ترکمن‌های ایران است و در تاریخ ۱۰ آبان ۱۳۵۴ با شمارهٔ ثبت ۱۱۲۴ به‌عنوان یکی از آثار ملی ایران به ثبت رسیده است.
- چشمه ساوه

این چشمه زیبا در جنوب شرقی و دو کیلومتری شرقی شهر مراوه واقع شده است و ازکوه‌های حاجی داغ سرچشمه گرفته و آب شرب مراوه تپه و روستاهای اطراف از این چشمه تأمین می‌گردد و منطقه‌ای بکر و آرام جهت گردشگری می‌باشد.
- غار قیزلر قلعه

این غار در جنوب شرقی شهر مراوه و در جوار روستای یکه چنار قرار دارد. این غار زیبا حدود ۱۰ کیلومتر از مرکز شهر فاصله دارد و جاده آن آسفالته–شنی می باشد. با توجه به اینکه در دامنه های جنوبی کوههای حاجی داغ واقع شده است از مناظر و طبیعت بسیار زیبایی برخوردار است و سالانه پذیرای هزاران مهمان از دور و نزدیک است.
- آبشار بالی قایه

این آبشار در ۲۰ کیلومتری جنوب شهر مراوه و در مسیر جاده مراوه به کلاله واقع شده و جاده آن تا دوراهی روستای بالی قایه اسفالته و از جاده تا آبشار شنی می باشد و با داشتن مناظر بکر و سرسبز یکی از تفرجگاههای زیبای شهرستان مراوه تپه محسوب می شود.
- تپه باستانی مراوه تپه

این تپه زیبا در قسمت شرقی شهر واقع شده و نام شهر مراوه تپه نیز از این تپه گرفته شده است.بنا به قولی این تپه زاغه مهمات بوده که مردم محلی را به جهت دور نگه داشتن از آن منطقه، هشدار می دادند که مرو به تپه(تپه مرو)که به علت استعمال فراوان به مراوه تپه تغییر نام پیدا نموده است.
- جنگلهای آق امام

این جنگل زیبا در جوار روستای آق امام واقع شده و فصل بهار بر طراوت و زیبایی آن می افزاید و سالانه پذیرای خیل عظیم گردشگران می باشد.

## تقسیمات کشوری
شهرستان مراوه‌تپه دارای ۲ بخش، ۲ دهستان و ۲ شهر به شرح زیر است:

### شهرستان مراوه‌تپه
| بخش    | مرکز بخش | جمعیت بخش ۱۳۹۵ | نام دهستان | مرکز دهستان   | جمعیت دهستان ۱۳۹۵ | شهر    | جمعیت شهر ۱۳۹۵ |
| ------ | -------- | -------------- | ---------- | ------------- | ----------------- | ------ | -------------- |
| مرکزی  | مراوه    | ۳۱،۲۶۲ نفر     | مراوه‌تپه   | سوزش          | ۱۳،۳۰۲ نفر        | مراوه  | ۸،۶۷۱ نفر      |
| مرکزی  | مراوه    | ۳۱،۲۶۲ نفر     | پالیزان    | قازان‌ قایه    | ۹،۲۸۹ نفر         | مراوه  | ۸،۶۷۱ نفر      |
| گلی‌داغ | گلیداغ   | ۲۸،۷۲۸ نفر     | گلی‌داغ     | گلیداغ        | ۱۴،۶۷۰ نفر        | گلیداغ | ۲،۰۱۹ نفر      |
| گلی‌داغ | گلیداغ   | ۲۸،۷۲۸ نفر     | شلمی       | عرب قاری حاجی | ۱۲،۰۴۱ نفر        | گلیداغ | ۲،۰۱۹ نفر      |

## جمعیت
جمعیت شهرستان مراوه‌تپه طبق سرشماری عمومی نفوس و مسکن در سال ۱۳۹۵، برابر با ۶۰،۹۵۳ نفر بوده‌است.